# タンパク3000構造ギャラリー
タンパク3000構造ギャラリーは文部科学省タンパク3000プロジェクトの成果を収集したウェブサイトである。

## 概要
タンパク3000プロジェクトにより解明されたタンパク質の構造情報を提供している。
キーワード検索や、研究分野ごとの一覧を閲覧することが可能である。